# Melleville
Melleville és un municipi francès situat al departament del Sena Marítim i a la regió de Normandia. L'any 2007 tenia 282 habitants.

## Demografia

### Població
El 2007 la població de fet de Melleville era de 282 persones. Hi havia 104 famílies de les quals 16 eren unipersonals (16 dones vivint soles i 16 dones vivint soles), 40 parelles sense fills, 44 parelles amb fills i 4 famílies monoparentals amb fills.
La població ha evolucionat segons el següent gràfic:
Habitants censats

### Habitatges
El 2007 hi havia 118 habitatges, 106 eren l'habitatge principal de la família, 5 eren segones residències i 7 estaven desocupats. 114 eren cases i 4 eren apartaments. Dels 106 habitatges principals, 86 estaven ocupats pels seus propietaris i 20 estaven llogats i ocupats pels llogaters; 6 tenien dues cambres, 26 en tenien tres, 28 en tenien quatre i 46 en tenien cinc o més. 103 habitatges disposaven pel capbaix d'una plaça de pàrquing. A 32 habitatges hi havia un automòbil i a 60 n'hi havia dos o més.

### Piràmide de població
La piràmide de població per edats i sexe el 2009 era:
| Homes | Edats   | Dones |
| ----- | ------- | ----- |
| 0     | 95 o +  | 0     |
| 0     | 90 a 94 | 4     |
| 4     | 85 a 89 | 4     |
| 0     | 80 a 84 | 0     |
| 8     | 75 a 79 | 4     |
| 0     | 70 a 74 | 4     |
| 12    | 65 a 69 | 4     |
| 0     | 60 a 64 | 4     |
| 4     | 55 a 59 | 16    |
| 28    | 50 a 54 | 8     |
| 4     | 45 a 49 | 16    |
| 16    | 40 a 44 | 8     |
| 8     | 35 a 39 | 12    |
| 8     | 30 a 34 | 4     |
| 12    | 25 a 29 | 4     |
| 4     | 20 a 24 | 12    |
| 16    | 15 a 19 | 4     |
| 0     | 10 a 14 | 24    |
| 4     | 5 a 9   | 8     |
| 4     | 0 a 4   | 12    |

## Economia
El 2007 la població en edat de treballar era de 191 persones, 134 eren actives i 57 eren inactives. De les 134 persones actives 121 estaven ocupades (71 homes i 50 dones) i 13 estaven aturades (4 homes i 9 dones). De les 57 persones inactives 24 estaven jubilades, 12 estaven estudiant i 21 estaven classificades com a «altres inactius».

### Ingressos
El 2009 a Melleville hi havia 110 unitats fiscals que integraven 285 persones, la mediana anual d'ingressos fiscals per persona era de 15.893 €.

### Activitats econòmiques
L'únic establiment que hi havia el 2007 era d'una empresa de serveis.
L'any 2000 a Melleville hi havia 7 explotacions agrícoles.

## Equipaments sanitaris i escolars
El 2009 hi havia una escola elemental integrada dins d'un grup escolar amb les comunes properes formant una escola dispersa.

## Poblacions més properes
El següent diagrama mostra les poblacions més properes.